# Stream of Passion
Stream of Passion (перевод на рус. Порыв страсти) — мексикано-нидерландская симфоник-/готик-метал-группа, образованная в 2005 году Арьеном Антони Люкассеном (теперь уже бывшим участником группы) и Марселой Бовио. Дебютный альбом, «Embrace the Storm», был выпущен 24 октября 2005 года на лейбле «InsideOut Music». В следующем году выпущенный ими сингл «Out in the Real World» вошёл в сотню лучших синглов по версии Dutch Singles Chart. Следующий альбом «The Flame Within» был выпущен лейблом «Napalm Records» в 2009 году, и получил достаточно высокие оценки от музыкальных критиков.
Третий альбом «Darker Days» выпущен в июне 2011 года.
В апреле 2016 группа заявила о прекращении существования.
В октябре 2022 года группа аннонсировала воссоединение для выступления в сентябре 2023 года. Позже было анонсировано второе выступление в том же месяце, а также будущий EP с новым материалом. EP Beautiful warrior был выпущен 9 сентября 2023 года.

## Состав

### Современный состав
- Марсела Бовио — вокал, скрипка
- Johan van Stratum — бас-гитара
- Martijn Peters — ударные
- Jeffrey Revet — клавишные, пианино
- Eric Hazebroek — ритм-гитара
- Stephan Schultz — ритм-гитара

### Бывшие участники
- Arjen Lucassen — ритм-гитара, бэк-вокал
- Lori Linstruth — ритм-гитара
- Alejandro Millán — клавишные, пианино, бэк-вокал
- Davy Mickers — ударные

### Сессионные участники
- Diana Bovio — бэк-вокал

## Дискография

### Альбомы
- Embrace the Storm (2005)
- The Flame Within (2009)
- Darker Days (2011)
- A War Of Our Own (2014)

### EP
- Beautiful Warrior (2023)

### Синглы
- Wherever You Are (2005)
- Out in the Real World (2006) — #49 Dutch Singles Chart 2006

### Живые альбомы
- Live in the Real World (2006)
- Memento (2016)